# اسلوبودان پروویچ
اسلوبودان پروویچ (سیریلیک صربی: Слободан Перовић؛ ۶ مهٔ ۱۹۲۶ – ۲ مهٔ ۱۹۷۸) یک بازیگر صربستانی بود. او از سال ۱۹۵۵ تا ۱۹۷۸ در بیش از هفتاد فیلم ظاهر شد.
از فیلم‌ها یا برنامه‌های تلویزیونی که وی در آن نقش داشته‌است می‌توان به سه و پل اشاره کرد.